# Czinger 21C
Czinger 21C – hybrydowy supersamochód klasy średniej produkowany pod amerykańską marką Czinger od 2023 roku.

## Historia i opis modelu

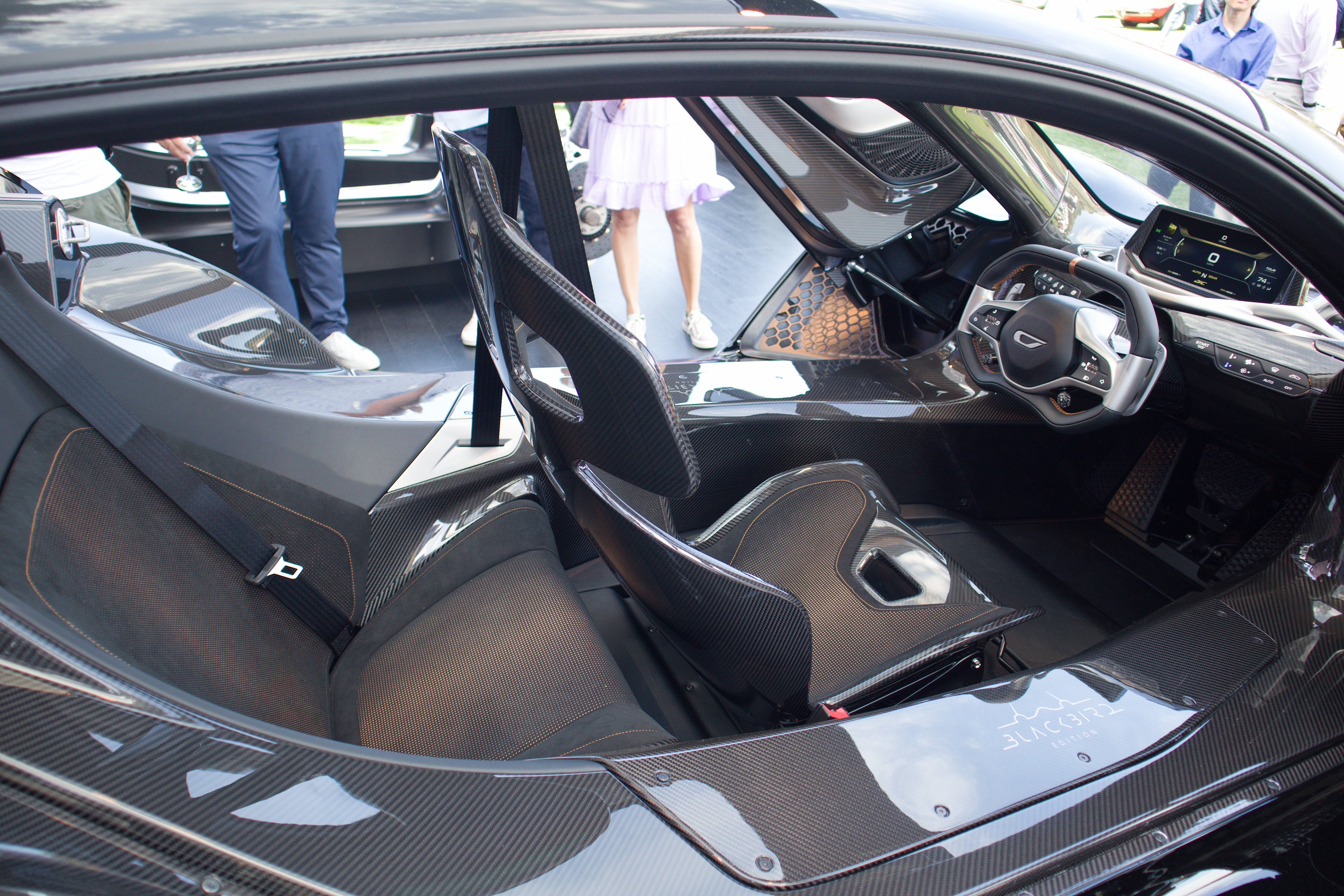
Czinger 21C - wnętrze

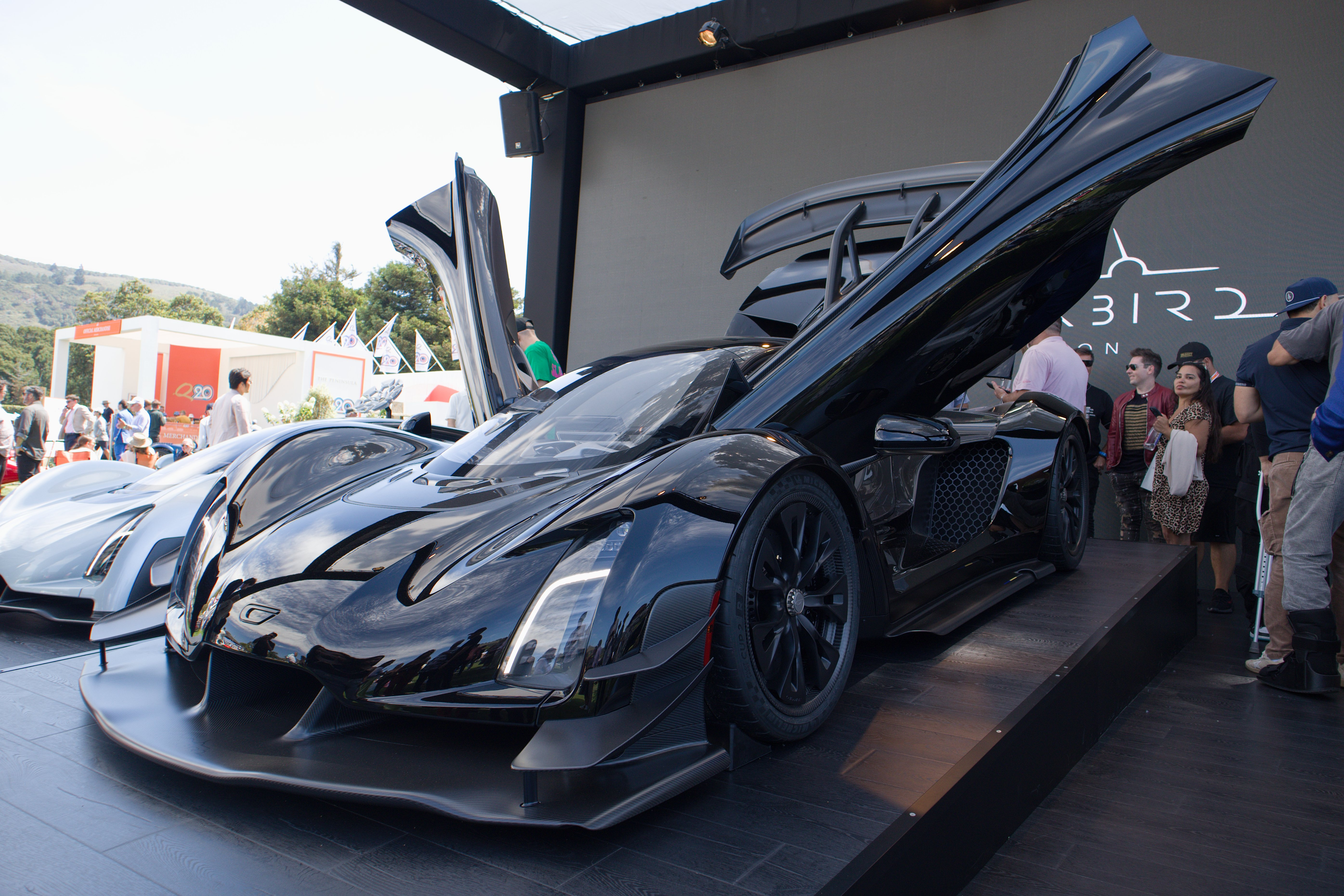
Czinger 21C Blackbird

W lutym 2020 roku nowo powstałe amerykańskie przedsiębiorstwo Czinger przedstawiło swój pierwszy pojazd w postaci hybrydowego supersamochodu 21C. Światowy debiut pojazdu odbył się podczas wydarzenia w Londynie.
Zaprojektowany przez założyciela i pomysłodawcę, Kevina Czingera, utrzymany został w typowych dla tej klasy pojazdów - zyskał masywne, wyraźnie zarysowane nadkola, podłużne reflektory, jednoczęściowe lampy tylne w kształcie paska oraz wąska, aerodynamiczna kabina pasażerska dla kierowcy i pasażera.

### Sprzedaż
Czinger 21C to samochód małoseryjny. W momencie premiery producent zapowiedział, że zbuduje limitowaną do 80 egzemplarzy serię, z ceną 1,7 miliona dolarów amerykańskich za podstawowy wariant. W sierpniu 2022 poinformowano, że dostawy pierwszych gotowych egzemplarzy dla nabywców zaplanowano na koniec 2023 roku.

### Dane techniczne
Czinger 21C to samochód o napędzie hybrydowym. Układ tworzy 2,88-litrowy silnik V8 o mocy 937 KM oraz dwa silniki elektryczne zapewniającą łączną moc 1350 KM. Przyśpieszenie od 0 do 100 km/h zajmuje 1,9 sekundy, z kolei maksymalna prędkość 21C 432 km/h.